# 名波浩
名波 浩（ななみ ひろし、1972年11月28日 - ）は、静岡県藤枝市出身の元サッカー選手、サッカー指導者、解説者。元日本代表。現役時代のポジションはミッドフィールダー。
Jリーグのジュビロ磐田、セレッソ大阪、東京ヴェルディ1969、イタリア・セリエAのACヴェネツィアでプレーした。Jリーグベストイレブンを4度受賞。日本代表では背番号10番を着用し、1998年のフランスワールドカップに出場した経歴を持つ。マネジメントは株式会社ラボーナ。

## 選手経歴
静岡県藤枝市にて名波家4人兄弟の末子として出生。サッカーが盛んな藤枝市という環境と兄らの影響もあり、物心つくうちからサッカーに熱中する。この頃の浩は、時間があれば電話で友人を呼び出してサッカーに明け暮れていた。やや肥満気味でゲーム中あれこれ指図することから付けられたあだ名は「ジャイアン」。外でサッカーが出来ない時は兄らと自宅でボール蹴りに興じ、部屋の調度品を破壊していた。
藤枝市立西益津小学校に入学し、休み時間はサッカー、放課後は空き地や田圃、大手公園（通称チビッコ広場）で日が暮れるまでボールを蹴り、ディエゴ・マラドーナのプレーに衝撃を受け左足の技術を磨く。小学2年生時に実兄・豊の後に付き、西益津サッカー団のセレクションに参加した。当時のコーチを驚嘆させるほどのセンスに溢れた左足を持っていたが、入団の条件が小学3年生以上だったため落選。小学3年生時の再挑戦時には、更に技術に磨きがかかっていた。小学校4年生時、既に同世代との試合では圧倒的なプレーを見せていた浩は飛び級で年長チームに所属するようになった。この頃のポジションは左ウイング。
藤枝市立西益津中学校入学。中学2年生時でレギュラー獲得。「フィーバーした」と回想するほど対抗試合で勝ち続け、3年生で県予選優勝。

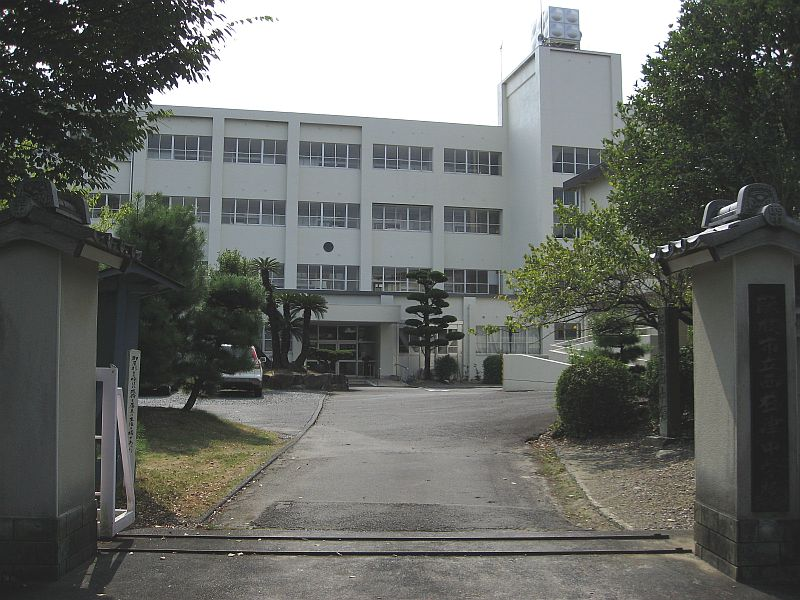
藤枝市立西益津中学校

サッカー熱で藤枝市と清水市の対立が激しかったこの当時、県選抜の仲間の大半が清水市立商業高校へ進学することを知った浩は「俺もキヨショーに行けば、さらに強いチームになる」と清水市立商業高校へ進学を希望した。その際に担任から藤枝市内にある全ての高校が入学を待ち望んでいると助言され1度は進路を保留するも、最終的に清商へ進学。
清水商業高等学校時代は大岩剛、山田隆裕、薩川了洋、望月重良らと共に高校総体、ユース選手権を制覇した。
順天堂大学入学、同大学サッカー部入団。在学中に五輪代表（U-23）に選ばれ、バルセロナ五輪アジア最終予選では3試合で途中出場した。サッカーの技術が上達しようとも、それだけでは生計が立てられない状況を諦観する中、JSLが1993年にJリーグと名を変え発足。次々と同世代がプロになっている事に焦り、親から200万円を借りてサッカーの海外留学を頼むも「大学を卒業する事が絶対条件」と却下された。同部では1部残留を辛うじて決め卒業した。

### ジュビロ磐田
1995年にジュビロ磐田に加入。加入直後からレギュラー入りし、4月12日の柏レイソル戦でJリーグ初ゴールを決めた。
同年から加茂周監督率いる日本代表に招集。当初はクラブと同じ攻撃的MFで起用されていたが、アトランタ五輪後に前園真聖が日本代表に合流するタイミングで、ボランチにコンバートされた。その後中田英寿の台頭もあり、日本代表では主にボランチで起用された。
1998年のフランスW杯では、アジア地区予選から日本代表の一員として出場。背番号10番を付け、中盤の中心選手として本大会にも全試合に先発出場した。その後、右膝の怪我をするまでの約6年間、日本代表の10番として君臨した。名波本人は7番の着用を希望していたが、代表のスターティングメンバー選出時に10番を任され、困惑したというエピソードが存在する。ラモス瑠偉の後継となる10番だったが勝ち点が伸びずにメディアに叩かれ、更に国立競技場での対韓国戦では柳想鐵の執拗なマークに遭い、マークを外すだけで手一杯となり、体力を消耗、疲労したところで韓国に逆転負けを喫し、「名波はスタミナ不足、10番の器ではない」と評価される。しかし、走力、体力共に優っていた上、背番号で叩かれる理不尽さに業を煮やしていた名波は「ジョホールバルの歓喜」と呼ばれるW杯出場を決めた試合直後に背番号10番のユニフォームをラルキン・スタジアムの観客の少年に投げ渡した。
フランスW杯後、フィリップ・トルシエ就任後も招集される。1999年のコパ・アメリカでは中田英寿が不在であったためトップ下を任されるも惨敗し、トルシエから「名波は一生リーダーにはなれない選手」と酷評された。

### ACヴェネツィア
同年夏にイタリア・セリエAのACヴェネツィアに移籍。ヴェネツィアは前年まで中心選手であったアルバロ・レコバが移籍し、その穴を埋めるべく左利きの攻撃的選手を求めていた。セリエA開幕戦のウディネーゼ戦では途中出場し、マニエーロの得点をアシストして移籍後初アシストを決めた。10月28日のコッパ・イタリア、ペスカーラ戦での決勝ゴールが移籍後初ゴールとなった。1月23日、第18節のウディネーゼ戦でリーグ戦初ゴールにして唯一のゴールを決めた。24試合に出場したが、監督交代などの影響もあり、フル出場は少なく、ベンチ入りしても出場機会の無い試合や、僅かな出場時間しか得られない試合もあった。コッパ・イタリアでは準決勝まで勝ち進むも、ラツィオに敗れ、リーグ戦は16位に終わりクラブはセリエBに降格。契約上、クラブが降格すれば退団することが決まっていたため、翌年帰国し、磐田に復帰した。

### ジュビロ磐田復帰
帰国後アジアカップのメンバーに招集され、「イタリア挑戦に失敗した自分を呼んで貰えて感謝している」とコメント。大会では名波を中心にした攻撃が機能し圧倒的な強さで優勝、名波自身もMVPを獲得する。コパアメリカで名波を酷評したトルシエ監督も称賛を惜しまなかった。
またクラブでは2001年に通称『N-BOX』と呼ばれる新フォーメーションが機能し黄金期を迎える。しかし2001年に右膝半月板を痛め代表から長期離脱。トルシエ監督や国民からW杯までの復帰が待ち望まれる中、10月の欧州遠征（セネガル及びナイジェリアと対戦）のメンバーに招集され同行するも、怪我の再発が確認され試合に出場しないまま再び離脱。2002年日韓W杯の日本代表からも外れる。本人は「怪我をして外れたのではなく、実力がなかったから外された」と自分を戒めたが、実際は怪我からの復調が芳しくなかったためである。
ジーコ監督就任後、初の試合となったジャマイカ戦に招集された（背番号は8番。10番は中村俊輔が着用。）が出場は無く、その後は招集されることはなかった。一方、クラブではその後もジュビロの中心選手となり、2002年のJリーグ完全優勝（1st、2nd両ステージ制覇）にも大きく貢献した。

### セレッソ大阪
2006年はチームの若返りを進める山本昌邦監督の下で次第に出場機会を減らし、山本昌邦の監督辞任によって就任したアジウソン監督でも状況は変わらなかった。出場機会を求め、8月15日付で、当時最下位で降格の危機に瀕していたセレッソ大阪へチーム立て直しのために、2007年1月31日までの期限付き移籍を決断。名波加入前はシーズンでわずか1勝だったが、加入後は入れ替え戦出場を争うまでに調子を上げていったが、最終的に降格してしまう。11月26日の大宮戦で、史上23人目のJリーグ通算300試合出場を達成した。

### 東京ヴェルディ
2007年1月16日、磐田から東京ヴェルディ1969へ、2007年2月1日から2008年1月31日までの期限付き移籍をすることが発表された。サッカーダイジェストのインタビューなどでは、2007年シーズンをもって引退する事を匂わすコメントをしていたが、出場機会にあまり恵まれず不完全燃焼であったことや、磐田側からも復帰の要請があったことから2007年12月8日に「2008年シーズンは磐田に現役選手として復帰する」ことが発表された。

### ジュビロ磐田再復帰
2008年11月12日、2008年シーズン限りでの引退を表明。2009年シーズンのコーチ就任は断ったが、「40歳過ぎぐらいに監督になりたい」と、語っている。

## 引退後
現役引退後はジュビロ磐田のアドバイザーを務め、2009年4月5日より、テレビ朝日のサッカー情報番組『やべっちF.C.』のレギュラーになった。また、BS朝日やスカパー!などのサッカー中継での解説も務めている。テレビ朝日での中継時にはピッチ上から解説を行う。2011年のAFCアジアカップの決勝に代表されるように、放送席で解説を務める松木安太郎・セルジオ越後は興奮すると我を忘れてしまうことが非常に多くなるため（居酒屋中継と言われる）、ピッチから冷静かつ的確に解説を行う名波の存在が欠かせないものとなっていた。2012年3月11日、東京ヴェルディ1969時代のチームメイトで栃木SCドリームアンバサダーを務める佐藤悠介が主催した「3.11悠介ドリームズメモリアルゲーム」に選手兼監督として出場した。

## 指導者経歴

### ジュビロ磐田
2014年9月25日、ペリクレス・シャムスカの後任としてジュビロ磐田の監督に就任した。9月28日に行われ初陣となった愛媛FC戦では、前田遼一と8試合ぶりの先発に起用した松浦拓弥の得点で2-0で勝利を収め、同日に2009年よりレギュラー出演していた『やべっちF.C.』に出演し、同番組を卒業した。初戦には勝利したが就任後の9試合を2勝5分2敗の4位で終えたためJ1自動昇格圏には届かず、J1昇格プレーオフ準決勝ではモンテディオ山形に対して後半アディショナルタイムで失点を喫し敗れ、磐田の1年でのJ1復帰を逃した。名波自身の目から見た監督就任時のチーム状況については「個々のレベル・サッカーの質は想定の範囲内だったが、選手たちの勝ちに対する飢えと負けたくないという気持ちがこんなに希薄だとは思わなかった」 と就任初年度の感想を述べた。
2015年シーズンは前田、山崎亮平といった攻撃的なポジションを務める選手が移籍し、苦しい流出が続いた が、新加入のジェイやアダイウトン、GKのカミンスキーといった外国人選手の活躍や若手の小林祐希、川辺駿の飛躍もあり、11月24日に行われたJ2最終節大分トリニータ戦に勝利し、アビスパ福岡と勝ち点82と並んだが得失点差で2位となり3年ぶりのJ1復帰が決定した。前述の通り加入した外国人3人全員がチームにフィットしたが、名波は3選手の人柄を3人を知る関係者に聞き、プレーに関しても良いプレーを編集した動画だけでは無く、その選手が出場している試合をフルで観て獲得に動いているとインターネット番組『footi』で話している。
2016年シーズンは、最終節まで残留争いをして13位でシーズンを終えたが、チームの最低目標でもあったJ1残留を達成。
2017年シーズンは、昨季のチーム得点王だったジェイが退団に対して、中村俊輔と川又堅碁が加入するも、中村が39歳という大ベテランという点や川又が前年名古屋グランパスで5得点しか挙げてない事など、シーズン前は批判的な声もあったが、1年目にしてチームの中心となった中村や川又のシーズン14得点など新加入選手が活躍。11年ぶりの5連勝や16年ぶりのリーグ最少失点を更新などオフェンスとディフェンスが躍動し、最終的にはACL出場圏内を争った。結局ACL出場圏内には入れなかったものの、リーグ6位でシーズンを終了。開幕前に「得失点プラマイ0」を目標と公言していた中で、それを大きく上回るシーズンとなった。
2018年シーズンは、前年の結果以上の「トップ5」を目標にスタートしたが、アダイウトンやムサエフの長期離脱や前年セットプレーからの得点に多く貢献した中村俊輔の怪我などが影響し、昨シーズン総得点50点だったものが、35点とリーグワースト2位の得点力となった。シーズン途中には得点力を上げるため得点王の経験もある大久保嘉人が加入したが、調子は上がらず最終節を前にしてJ1残留圏内の13位に付けていた。しかし、最終節で川崎に引き分ければ残留が決まったが、ロスタイムにオウンゴールで逆転負けとなり、どちらかが勝てば磐田の残留が決まる14位湘南と16位名古屋の試合が引き分け、この結果により13位から16位に転落し、5チームが勝ち点「41」を取りながらも得失点差でJ1参入プレーオフにまわる結果となった。プレーオフでは東京ヴェルディと戦い、2-0で勝利を収めJ1残留を決めた。12月8日、J1参入プレーオフ終了後の記者会見で「このゲームに至った責任は全て僕にある」と語り、来季の続投に関して明言しなかったが、磐田社長の木村と強化本部長の服部の慰留を受け、続投することが複数のメディアから報じられた。2019年1月12日、磐田の公式ホームページ上にて、2019年シーズンも監督を務めることが発表された。
2019年シーズンも第16節終了時点でチームはリーグ17位と低迷。6月30日に行われた第17節の川崎フロンターレ戦で敗れた後、自らけじめをつけるためサポーターのもとへ行き、磐田のコールリーダーに辞任する旨を伝え、試合後の会見で監督を辞任することを発表した。同日付で磐田と監督契約の解除で合意し、退任することが発表された。この会見の前日、あるJリーグクラブの監督に辞任することを伝えた際に「まだやるよな」と言われ、「やります、前向きですよ」と伝え、退任後もサッカー人生を続けていくことを明かしている。
2020年12月10日、浜松市やらまいか大使に委嘱された。

### 松本山雅FC
2021年6月21日、J2松本山雅FCの柴田峡監督解任を受け同チームの監督に就任が発表された。伊藤翔など実績あるストライカーの補強などで辣腕を振るうなどしたが、チームを立て直せず松本はJ3降格の憂き目を見た。奇しくも降格決定した11月28日は名波の誕生日である。2022年シーズンも松本がJ3降格後も続投が発表されたが、名波がコロナ感染となってしまい、チームは最終節（J3・第34節）で1年でのJ2復帰を逃した。シーズン終了後、契約期間満了に伴い退任することが決まった。

### 日本代表
2023年、日本代表のコーチに就任することが発表された。

## プレースタイル
ボランチのポジションから長短の繊細なパスを繰り出すゲームメーカー。高校、大学、ジュビロ入団当初まではトップ下でプレーしていたが、日本代表で加茂周監督に展開力と守備への適性を買われ、ボランチへコンバートされる。以後、代表やドゥンガ退団後の磐田では中盤の底に位置して、ゲームの流れをコントロールする役割を果たした。
ボールタッチやキックのほとんどを左足で行うレフティ。右足でボールを扱うことはほとんどせず、右サイドに流れた時にでも無理やり左足でセンタリングを上げたこともあった。自ら「右足はつっかえ棒」「右足でパスを出すときはむしろゲーム運びがうまくいっていないと見たほうがいい」とも発言している。ジュビロへの入団会見では「自分の左足の下にボールがあるときは注目してほしい」と宣言し、引退会見では「『左の名波』『名波の左足』という自分の最も好きなフレーズが14年間で浸透できたのが自信になる」と振り返った。ちなみにJリーグ公式戦において「右足で決めたゴール」はわずかに「1」であった。
2001年に負った膝の怪我の影響で連戦に耐えられないという噂については「自分のコンディションよりも、むしろピッチコンディションが問題。それさえ整えばできなくはない」とコメントしている。しかし、引退発表後には膝の状態が悪いところをチームメイトに見せないよう、ホテルの宿泊部屋でも配慮していたことを明かしている。

## エピソード
- 同じ高校の一学年先輩である藤田俊哉を尊敬し、自他共に彼のプレーを一番理解していた人物であると評する。「入団時は3クラブからオファーがあった。金銭面では磐田は一番下だったけれど、俊哉がいるから磐田に入った[34]」とのコメントを残している。しかし、藤田との個人的な付き合いは高校時代から今に至るまでほとんど無く、「俺が個人的に一番仲がいいのは同級の大岩剛[34]」とのコメントもある。
- 「試合を見る眼」については自信があると述べ、「現役を辞めたらサッカー誌で採点の仕事でもさせてもらおうかと思うことがある」「サッカーマガジンの採点よりは公平に見られる」という発言をしたことがある[34]。
- イタリア挑戦の際の記者会見で、「自分に足りないものがイタリアにあると思っているので、それを見つけに行きたい。」とコメント。しかしこれは、コメントを求められた時に咄嗟に出た心にもない言葉であり、挑戦を終えて帰国時に記者に「足りないものは見つかりましたか？」と質問され困った。この話をバラエティ番組で「見つかるわけねぇって」と笑い話として語った。
- 監督就任後は試合中に大声を出し過ぎて喉を潰さないよう、頻繁に給水し飴をなめている[36]。この行動がサポーターを中心に話題となり、TV番組の企画で専用の「名波飴」まで作られた[37]。

## 所属クラブ
ユース経歴
- 1985年 - 1987年 藤枝市立西益津中学校
- 1988年 - 1990年 清水市立商業高等学校
- 1991年 - 1994年 順天堂大学

プロ経歴
- 1995年 - 2008年  ジュビロ磐田
  - 1999年7月 - 2000年6月  ACヴェネツィア（期限付き移籍）
  - 2006年8月 - 同年12月  セレッソ大阪（期限付き移籍）
  - 2007年  東京ヴェルディ1969（期限付き移籍）

## 個人成績
| 国内大会個人成績 | 国内大会個人成績 | 国内大会個人成績 | 国内大会個人成績 | 国内大会個人成績 | 国内大会個人成績 | 国内大会個人成績 | 国内大会個人成績 | 国内大会個人成績 | 国内大会個人成績 | 国内大会個人成績 | 国内大会個人成績 |
| 年度             | クラブ           | 背番号           | リーグ           | リーグ戦         | リーグ戦         | リーグ杯         | リーグ杯         | オープン杯       | オープン杯       | 期間通算         | 期間通算         |
| 年度             | クラブ           | 背番号           | リーグ           | 出場             | 得点             | 出場             | 得点             | 出場             | 得点             | 出場             | 得点             |
| 日本             | 日本             | 日本             | 日本             | リーグ戦         | リーグ戦         | リーグ杯         | リーグ杯         | 天皇杯           | 天皇杯           | 期間通算         | 期間通算         |
| ---------------- | ---------------- | ---------------- | ---------------- | ---------------- | ---------------- | ---------------- | ---------------- | ---------------- | ---------------- | ---------------- | ---------------- |
| 1995             | 磐田             | -                | J                | 51               | 3                | -                | -                | 2                | 0                | 53               | 3                |
| 1996             | 磐田             | -                | J                | 30               | 3                | 14               | 1                | 1                | 0                | 45               | 4                |
| 1997             | 磐田             | 7                | J                | 21               | 5                | 2                | 0                | 2                | 1                | 25               | 6                |
| 1998             | 磐田             | 7                | J                | 33               | 7                | 2                | 0                | 3                | 0                | 38               | 7                |
| 1999             | 磐田             | 7                | J1               | 15               | 4                | 2                | 0                | -                | -                | 17               | 4                |
| イタリア         | イタリア         | イタリア         | イタリア         | リーグ戦         | リーグ戦         | イタリア杯       | イタリア杯       | オープン杯       | オープン杯       | 期間通算         | 期間通算         |
| 1999-00          | ヴェネツィア     | 7                | セリエA          | 24               | 1                | 7                | 1                | -                | -                | 31               | 2                |
| 日本             | 日本             | 日本             | 日本             | リーグ戦         | リーグ戦         | リーグ杯         | リーグ杯         | 天皇杯           | 天皇杯           | 期間通算         | 期間通算         |
| 2000             | 磐田             | 16               | J1               | 5                | 1                | 0                | 0                | 2                | 0                | 7                | 1                |
| 2001             | 磐田             | 7                | J1               | 17               | 1                | 4                | 0                | 0                | 0                | 21               | 1                |
| 2002             | 磐田             | 7                | J1               | 24               | 1                | 5                | 0                | 0                | 0                | 29               | 1                |
| 2003             | 磐田             | 7                | J1               | 27               | 3                | 5                | 0                | 5                | 1                | 37               | 4                |
| 2004             | 磐田             | 7                | J1               | 29               | 3                | 5                | 0                | 3                | 0                | 37               | 3                |
| 2005             | 磐田             | 7                | J1               | 26               | 1                | 2                | 0                | 2                | 0                | 30               | 1                |
| 2006             | 磐田             | 7                | J1               | 10               | 0                | 4                | 0                | -                | -                | 14               | 0                |
| 2006             | C大阪            | 16               | J1               | 13               | 2                | -                | -                | 0                | 0                | 13               | 2                |
| 2007             | 東京V            | 7                | J2               | 17               | 0                | -                | -                | 1                | 0                | 18               | 0                |
| 2008             | 磐田             | 16               | J1               | 13               | 0                | 3                | 0                | 2                | 0                | 18               | 0                |
| 通算             | 日本             | 日本             | J1               | 314              | 34               | 48               | 1                | 22               | 2                | 384              | 37               |
| 通算             | 日本             | 日本             | J2               | 17               | 0                | -                | -                | 1                | 0                | 18               | 0                |
| 通算             | イタリア         | イタリア         | セリエA          | 24               | 1                | 7                | 1                | -                | -                | 31               | 2                |
| 総通算           | 総通算           | 総通算           | 総通算           | 355              | 35               | 55               | 2                | 23               | 2                | 433              | 39               |

その他の公式戦
- 1997年
  - Jリーグチャンピオンシップ 2試合0得点
- 1998年
  - スーパーカップ 1試合0得点
  - Jリーグチャンピオンシップ 2試合0得点
- 2003年
  - スーパーカップ 1試合0得点
- 2004年
  - スーパーカップ 1試合0得点

| 国際大会個人成績 | 国際大会個人成績 | 国際大会個人成績 | 国際大会個人成績 | 国際大会個人成績 |
| 年度             | クラブ           | 背番号           | 出場             | 得点             |
| AFC              | AFC              | AFC              | ACL              | ACL              |
| ---------------- | ---------------- | ---------------- | ---------------- | ---------------- |
| 2004             | 磐田             | 7                | 3                | 1                |
| 2005             | 磐田             | 7                | 3                | 0                |
| 通算             | AFC              | AFC              | 6                | 1                |

その他の国際公式戦
- 2003年
  - A3チャンピオンズカップ 2試合0得点
- Jリーグ初出場：1995年3月18日 - ジェフユナイテッド市原戦（市原臨海競技場）
- Jリーグ初得点：1995年4月12日 - 柏レイソル戦（日立柏サッカー場）

## 代表歴

### 出場大会など
- 1996年 AFCアジアカップ UAE大会
- 1998年 FIFAワールドカップ フランス大会
- 1999年 コパ・アメリカ パラグアイ大会
- 2000年 ハッサン2世国王杯
- 2000年 AFCアジアカップ レバノン大会

### 試合数
- 国際Aマッチ 67試合 9得点（1995年 - 2001年）[1]

| 日本代表 | 国際Aマッチ | 国際Aマッチ |
| 年       | 出場        | 得点        |
| -------- | ----------- | ----------- |
| 1995     | 2           | 2           |
| 1996     | 13          | 1           |
| 1997     | 21          | 3           |
| 1998     | 11          | 0           |
| 1999     | 6           | 0           |
| 2000     | 12          | 3           |
| 2001     | 2           | 0           |
| 2002     | 0           | 0           |
| 通算     | 67          | 9           |

### 出場
| No. | 開催日         | 開催都市                   | スタジアム                                 | 対戦相手         | 結果        | 監督                 | 大会                       |
| --- | -------------- | -------------------------- | ------------------------------------------ | ---------------- | ----------- | -------------------- | -------------------------- |
| 1.  | 1995年08月06日 | 京都府                     | 京都市西京極総合運動公園陸上競技場兼球技場 | コスタリカ       | ○3-0        | 加茂周               | 国際親善試合               |
| 2.  | 1995年10月24日 | 東京都                     | 国立霞ヶ丘競技場陸上競技場                 | サウジアラビア   | ○2-1        | 加茂周               | デサント・アディダスマッチ |
| 3.  | 1996年02月10日 | ウォロンゴン               |                                            | オーストラリア   | ○4-1        | 加茂周               | 国際親善試合               |
| 4.  | 1996年02月14日 | メルボルン                 |                                            | オーストラリア   | ●0-3        | 加茂周               | 国際親善試合               |
| 5.  | 1996年02月19日 | 香港                       |                                            | ポーランド       | ○5-0        | 加茂周               | カールスバーグカップ       |
| 6.  | 1996年02月22日 | 香港                       |                                            | スウェーデン     | △1-1(PK4-5) | 加茂周               | カールスバーグカップ       |
| 7.  | 1996年05月26日 | 東京都                     | 国立霞ヶ丘競技場陸上競技場                 | ユーゴスラビア   | ○1-0        | 加茂周               | キリンカップ               |
| 8.  | 1996年05月29日 | 福岡県                     | 東平尾公園博多の森球技場                   | メキシコ         | ○3-2        | 加茂周               | キリンカップ               |
| 9.  | 1996年08月25日 | 大阪府                     | 長居陸上競技場                             | ウルグアイ       | ○5-3        | 加茂周               | 国際親善試合               |
| 10. | 1996年09月11日 | 東京都                     | 国立霞ヶ丘競技場陸上競技場                 | ウズベキスタン   | ○1-0        | 加茂周               | JFA75周年記念試合          |
| 11. | 1996年10月13日 | 愛知県                     | 神戸総合運動公園ユニバー記念競技場         | チュニジア       | ○1-0        | 加茂周               | プーマカップ               |
| 12. | 1996年12月06日 | アル・アイン               |                                            | シリア           | ○2-1        | 加茂周               | アジアカップ               |
| 13. | 1996年12月09日 | アル・アイン               |                                            | ウズベキスタン   | ○4-0        | 加茂周               | アジアカップ               |
| 14. | 1996年12月12日 | アル・アイン               |                                            | 中華人民共和国   | ○1-0        | 加茂周               | アジアカップ               |
| 15. | 1996年12月15日 | アル・アイン               |                                            | クウェート       | ●0-2        | 加茂周               | アジアカップ               |
| 16. | 1997年02月09日 | バンコク                   |                                            | タイ             | △1-1        | 加茂周               | キングスカップ             |
| 17. | 1997年02月13日 | バンコク                   |                                            | スウェーデン     | ●0-1        | 加茂周               | キングスカップ             |
| 18. | 1997年03月15日 | バンコク                   |                                            | タイ             | ●1-3        | 加茂周               | 国際親善試合               |
| 19. | 1997年03月23日 | マスカット                 |                                            | オマーン         | ○1-0        | 加茂周               | ワールドカップ予選         |
| 20. | 1997年03月25日 | マスカット                 |                                            | マカオ           | ○10-0       | 加茂周               | ワールドカップ予選         |
| 21. | 1997年03月27日 | マスカット                 |                                            | ネパール         | ○6-0        | 加茂周               | ワールドカップ予選         |
| 22. | 1997年05月21日 | 東京都                     | 国立霞ヶ丘競技場陸上競技場                 | 韓国             | △1-1        | 加茂周               | ワールドカップ記念試合     |
| 23. | 1997年06月08日 | 東京都                     | 国立霞ヶ丘競技場陸上競技場                 | クロアチア       | ○4-3        | 加茂周               | キリンカップ               |
| 24. | 1997年06月15日 | 大阪府                     | 長居陸上競技場                             | トルコ           | ○1-0        | 加茂周               | キリンカップ               |
| 25. | 1997年06月22日 | 東京都                     | 国立霞ヶ丘競技場陸上競技場                 | マカオ           | ○10-0       | 加茂周               | ワールドカップ予選         |
| 26. | 1997年06月25日 | 東京都                     | 国立霞ヶ丘競技場陸上競技場                 | ネパール         | ○3-0        | 加茂周               | ワールドカップ予選         |
| 27. | 1997年06月28日 | 東京都                     | 国立霞ヶ丘競技場陸上競技場                 | オマーン         | △1-1        | 加茂周               | ワールドカップ予選         |
| 28. | 1997年09月07日 | 東京都                     | 国立霞ヶ丘競技場陸上競技場                 | ウズベキスタン   | ○6-3        | 加茂周               | ワールドカップ予選         |
| 29. | 1997年09月19日 | アブダビ                   |                                            | アラブ首長国連邦 | △0-0        | 加茂周               | ワールドカップ予選         |
| 30. | 1997年09月28日 | 東京都                     | 国立霞ヶ丘競技場陸上競技場                 | 韓国             | ●1-2        | 加茂周               | ワールドカップ予選         |
| 31. | 1997年10月04日 | アルマトイ                 |                                            | カザフスタン     | △1-1        | 加茂周               | ワールドカップ予選         |
| 32. | 1997年10月11日 | タシケント                 |                                            | ウズベキスタン   | △1-1        | 岡田武史             | ワールドカップ予選         |
| 33. | 1997年10月26日 | 東京都                     | 国立霞ヶ丘競技場陸上競技場                 | アラブ首長国連邦 | △1-1        | 岡田武史             | ワールドカップ予選         |
| 34. | 1997年11月01日 | ソウル                     |                                            | 韓国             | ○2-0        | 岡田武史             | ワールドカップ予選         |
| 35. | 1997年11月08日 | 東京都                     | 国立霞ヶ丘競技場陸上競技場                 | カザフスタン     | ○5-1        | 岡田武史             | ワールドカップ予選         |
| 36. | 1997年11月16日 | ジョホールバル             |                                            | イラン           | ○3-2(延長V) | 岡田武史             | ワールドカップ予選         |
| 37. | 1998年02月15日 | アデレード                 |                                            | オーストラリア   | ○3-0        | 岡田武史             | 国際親善試合               |
| 38. | 1998年03月01日 | 神奈川県                   | 横浜国際総合競技場                         | 韓国             | ○2-1        | 岡田武史             | ダイナスティカップ         |
| 39. | 1998年03月07日 | 東京都                     | 国立霞ヶ丘競技場陸上競技場                 | 中華人民共和国   | ●0-2        | 岡田武史             | ダイナスティカップ         |
| 40. | 1998年04月01日 | ソウル                     |                                            | 韓国             | ●1-2        | 岡田武史             | ワールドカップ記念試合     |
| 41. | 1998年05月17日 | 東京都                     | 国立霞ヶ丘競技場陸上競技場                 | パラグアイ       | △1-1        | 岡田武史             | キリンカップ               |
| 42. | 1998年05月24日 | 神奈川県                   | 横浜国際総合競技場                         | チェコ           | △0-0        | 岡田武史             | キリンカップ               |
| 43. | 1998年06月03日 | ローザンヌ                 |                                            | ユーゴスラビア   | ●0-1        | 岡田武史             | 国際親善試合               |
| 44. | 1998年06月14日 | トゥールーズ               |                                            | アルゼンチン     | ●0-1        | 岡田武史             | ワールドカップ             |
| 45. | 1998年06月20日 | ナント                     |                                            | クロアチア       | ●0-1        | 岡田武史             | ワールドカップ             |
| 46. | 1998年06月26日 | リヨン                     |                                            | ジャマイカ       | ●1-2        | 岡田武史             | ワールドカップ             |
| 47. | 1998年10月28日 | 大阪府                     | 長居陸上競技場                             | エジプト         | ○1-0        | フィリップ・トルシエ | キリンチャレンジ           |
| 48. | 1999年03月31日 | 東京都                     | 国立霞ヶ丘競技場陸上競技場                 | ブラジル         | ●0-2        | フィリップ・トルシエ | キリンビバレッジ           |
| 49. | 1999年06月03日 | 東京都                     | 国立霞ヶ丘競技場陸上競技場                 | ベルギー         | △0-0        | フィリップ・トルシエ | キリンカップ               |
| 50. | 1999年06月06日 | 神奈川県                   | 横浜国際総合競技場                         | ペルー           | △0-0        | フィリップ・トルシエ | キリンカップ               |
| 51. | 1999年06月29日 | アスンシオン               |                                            | ペルー           | ●2-3        | フィリップ・トルシエ | コパ・アメリカ             |
| 52. | 1999年07月02日 | アスンシオン               |                                            | パラグアイ       | ●0-4        | フィリップ・トルシエ | コパ・アメリカ             |
| 53. | 1999年07月05日 | ペドロ・ファン・カバジェロ |                                            | ボリビア         | △1-1        | フィリップ・トルシエ | コパ・アメリカ             |
| 54. | 2000年02月05日 | 香港                       |                                            | メキシコ         | ●0-1        | フィリップ・トルシエ | カールスバーグカップ       |
| 55. | 2000年03月15日 | 愛知県                     | 神戸総合運動公園ユニバー記念競技場         | 中華人民共和国   | △0-0        | フィリップ・トルシエ | キリンビバレッジ           |
| 56. | 2000年04月26日 | ソウル                     |                                            | 韓国             | ●0-1        | フィリップ・トルシエ | 国際親善試合               |
| 57. | 2000年06月04日 | カサブランカ               |                                            | フランス         | △2-2(PK2-4) | フィリップ・トルシエ | ハッサン2世杯              |
| 58. | 2000年06月06日 | カサブランカ               |                                            | ジャマイカ       | ○4-0        | フィリップ・トルシエ | ハッサン2世杯              |
| 59. | 2000年10月14日 | サイダ                     |                                            | サウジアラビア   | ○4-1        | フィリップ・トルシエ | アジアカップ               |
| 60. | 2000年10月17日 | サイダ                     |                                            | ウズベキスタン   | ○8-1        | フィリップ・トルシエ | アジアカップ               |
| 61. | 2000年10月20日 | ベイルート                 |                                            | カタール         | △1-1        | フィリップ・トルシエ | アジアカップ               |
| 62. | 2000年10月24日 | ベイルート                 |                                            | イラク           | ○4-1        | フィリップ・トルシエ | アジアカップ               |
| 63. | 2000年10月26日 | ベイルート                 |                                            | 中華人民共和国   | ○3-2        | フィリップ・トルシエ | アジアカップ               |
| 64. | 2000年10月29日 | ベイルート                 |                                            | サウジアラビア   | ○1-0        | フィリップ・トルシエ | アジアカップ               |
| 65. | 2000年12月20日 | 東京都                     | 国立霞ヶ丘競技場陸上競技場                 | 韓国             | △1-1        | フィリップ・トルシエ | キリンビバレッジ           |
| 66. | 2001年03月24日 | サンドニ                   |                                            | フランス         | ●0-5        | フィリップ・トルシエ | 国際親善試合               |
| 67. | 2001年04月25日 | コルドバ                   |                                            | スペイン         | ●0-1        | フィリップ・トルシエ | 国際親善試合               |

### ゴール
| #  | 日付           | 開催地               | 対戦国         | 結果   | 試合概要                            |
| -- | -------------- | -------------------- | -------------- | ------ | ----------------------------------- |
| 1. | 1995年8月6日   | 日本、京都市         | コスタリカ     | ○ 3-0  | 親善試合                            |
| 2. | 1995年10月24日 | 日本、東京           | サウジアラビア | ○ 2-1  | 親善試合                            |
| 3. | 1996年12月9日  | UAE、アル・アイン    | ウズベキスタン | ○ 4-0  | AFCアジアカップ1996                 |
| 4. | 1997年3月25日  | オマーン、マスカット | マカオ         | ○ 10-0 | 1998 FIFAワールドカップ・アジア予選 |
| 5. | 1997年3月25日  | オマーン、マスカット | マカオ         | ○ 10-0 | 1998 FIFAワールドカップ・アジア予選 |
| 6. | 1997年11月1日  | 韓国、ソウル市       | 韓国           | ○ 2-0  | 1998 FIFAワールドカップ・アジア予選 |
| 7. | 2000年10月14日 | レバノン、サイダ     | サウジアラビア | ○ 4-1  | AFCアジアカップ2000                 |
| 8. | 2000年10月24日 | レバノン、ベイルート | イラク         | ○4-1   | AFCアジアカップ2000                 |
| 9. | 2000年10月24日 | レバノン、ベイルート | イラク         | ○4-1   | AFCアジアカップ2000                 |

## 個人タイトル
- 1996年 - アジアカップベストイレブン・ナビスコカップニューヒーロー賞・Jリーグベストイレブン
- 1997年 - Jリーグベストイレブン
- 1998年 - AFC All Star Team・Jリーグベストイレブン
- 2000年 - アジアカップMVP・アジアカップベストイレブン・AFC All Star Team
- 2002年 - Jリーグベストイレブン
- 2013年 - Jクロニクルベスト ベストイレブン

## 引退試合（ミスターレフティ メモリアルマッチ ）
| 2010年1月10日 |

| ステッレ・ジュビロ                                                        | 5 - 4 | アズーリ・ジャポーネ                                        |
| 川口信男 18分 · 名波浩 58分 · 中山雅史 68分 · 高原直泰 85分 · 名波浩 89分 |       | 三浦知良 19分 · 秋田豊 25分 · 三浦知良 42分 · 前園真聖 52分 |

| エコパスタジアム 観客数: 43,077人 主審: 上川徹 |

ステッレ・ジュビロ（STELLE JUBILO）
- ジュビロ磐田が完全優勝を果たした黄金時代（2002年）のメンバーを中心にメンバー編成されている、チーム名は「ジュビロの星達」という意味。

1.大神友明、2.鈴木秀人、3.大岩剛、4.河村崇大、5.田中誠、6.服部年宏、7.名波浩、8.成岡翔、9.中山雅史、10.藤田俊哉、11.松原良香、12.山本浩正、13.川口信男、14.山西尊裕、15.森下仁志、16.脇田寧人(ペナルティ)、17.桜井和寿(Mr.Children)、18.清水範久、19.三浦文丈、20.大井健太郎、23.福西崇史、29.奥大介、32.高原直泰
アズーリ・ジャポーネ(AZZURRI GIAPPONE)
- 名波が背番号10を背負って出場したフランスワールドカップのメンバーを中心にメンバー編成されている、チーム名は「青の日本」という意味。

1.佐藤洋平、2.名良橋晃、3.相馬直樹、4.井原正巳、5.柱谷哲二、6.山口素弘、7.中田英寿、8.北澤豪、9.中山雅史、10.名波浩、11.三浦知良、12.澤登正朗、13.望月重良、14.岡野雅行、15.森島寛晃、16.本田泰人、17.秋田豊、18.城彰二、19.中西永輔、20.西澤明訓、21.小村徳男、22.平野孝、23.前園真聖、24.土田晃之、99.矢部浩之(ナインティナイン)
エピソード
- この試合の開催スポンサー、メンバー交渉、スタメン、出場時間など名波のメイキングによって行われている。名波は前半はジャポーネ、後半はジュビロで出場。試合前の国歌斉唱はMr.Childrenの桜井和寿が行った。4-4の終了間際、ジュビロは桜井が起点となりチャンスを作ると、服部年宏のクロスに名波が左足で合わせ華麗なボレーシュートを決めジュビロが逆転、その瞬間、両軍から胴上げされ試合終了となった。なおMIPに選ばれた三浦知良はMIP表彰時には既に完璧なスーツ姿に着替えていた。MVPには同時に引退を表明した鈴木秀人が選ばれた。会場にはセレッソ大阪のサポーターも駆けつけ「セレッソに居たこと、それも真実」と名波に声援を送っていた。

## 指導歴
- 2014年9月 - 2019年6月  ジュビロ磐田 監督
- 2021年6月 - 2022年11月  松本山雅FC 監督
- 2023年 - 日本代表コーチ

## 監督成績
| 年度   | クラブ | 所属   | リーグ戦 | リーグ戦 | リーグ戦 | リーグ戦 | リーグ戦 | リーグ戦 | カップ戦   | カップ戦 |
| 年度   | クラブ | 所属   | 順位     | 勝点     | 試合     | 勝       | 分       | 敗       | ルヴァン杯 | 天皇杯   |
| ------ | ------ | ------ | -------- | -------- | -------- | -------- | -------- | -------- | ---------- | -------- |
| 2014   | 磐田   | J2     | 4位      | 11       | 9        | 2        | 5        | 2        | -          | -        |
| 2015   | 磐田   | J2     | 2位      | 82       | 42       | 24       | 10       | 8        | -          | 2回戦    |
| 2016   | 磐田   | J1     | 13位     | 36       | 34       | 8        | 12       | 14       | 予選リーグ | 3回戦    |
| 2017   | 磐田   | J1     | 6位      | 58       | 34       | 16       | 10       | 8        | 予選リーグ | ベスト8  |
| 2018   | 磐田   | J1     | 16位     | 41       | 34       | 10       | 11       | 13       | PO敗退     | ベスト8  |
| 2019   | 磐田   | J1     | 18位     | 14       | 17       | 3        | 5        | 9        | PO敗退     | -        |
| 2021   | 松本   | J2     | 22位     | 15       | 23       | 3        | 6        | 14       | -          | 3回戦    |
| 2022   | 松本   | J3     | 4位      | 66       | 34       | 20       | 6        | 8        | -          | 2回戦    |
| 通算   | 日本   | J1     | -        | -        | 119      | 37       | 38       | 44       | -          | -        |
| 通算   | 日本   | J2     | -        | -        | 74       | 29       | 21       | 24       | -          | -        |
| 通算   | 日本   | J3     | -        | -        | 34       | 20       | 6        | 8        | -          | -        |
| 総通算 | 総通算 | 総通算 | -        | -        | 227      | 86       | 65       | 76       | -          | -        |

- 2014年は9月からの就任
- 2019年は6月まで
- 2021年は6月からの就任

## 関連情報

### 単著
- 『NANAMI 終わりなき旅』幻冬舎、2001年。ISBN 978-4344001282。
- 『名波浩対談集 日本サッカーが勝つためにすべきこと』集英社、2010年。ISBN 978-4087805697。

### 共著
- 名波浩、増島みどり『夢の中まで左足』ベースボール・マガジン社、2009年。ISBN 978-4583101477。
- 名波浩、北條聡『正しいバルサの目指し方』ベースボール・マガジン社、2013年。ISBN 978-4583105369。

### 関連書籍
- 平山譲『名波浩 泥まみれのナンバー10』TOKYO FM出版、1998年。ISBN 978-4887450196。
- 永井透『名波浩セリエA進化論』フットワーク出版、1999年。ISBN 978-4876893430。
- 粂田孝明『名波浩 栄光への道のり』学習研究社、2008年。ISBN 978-4052029707。